# 工芸作物
工芸作物（こうげいさくもつ）は、農作物の分類で、比較的長期にわたる加工、製造工程を経て製品にいたる農作物をさす。これ等を総称して工芸農産物とも言う。
植物は利用上の分類では、イネやトウモロコシなどの食用植物（食用作物）、ワタなどの工芸用植物（工芸作物）、花あるいは葉や茎を観賞するために育てられる観賞植物などに分けられる。

## 工芸作物の分類と、主な作物
- 繊維用作物：綿花・亜麻・イグサ・桑（養蚕が工芸作物に当たるのはこのため）等
- 畳用作物：い（い草、畳表）
- 和紙用作物：こうぞ、みつまた、とろろあおい
- 油用作物：菜種・荏胡麻・ヒマワリ等
- 糖用作物：サトウキビ・ビート等
- 澱粉用作物：片栗・イモ類・トウモロコシ等
- 嗜好用作物：コーヒー・茶・タバコ・ホップ・大麻草等
- ゴム用作物：パラゴム等
- 香料用作物：ラベンダー、ジャスミン等
- 香辛用作物：生姜・ワサビ・胡椒等
- 樹脂類用作物：漆、ハゼなど
- 染料用作物：藍・紅花等
- 薬用作物：朝鮮人参・除虫菊（蚊取り線香の材料等）・ジギタリス（強心剤に使われる）・ケシ（実からアヘンを得る事ができる）等

## ハーブと工芸作物
- ハーブは（農水省の管轄では）工芸作物の一種に当たるが、ハーブの中にはバラやカモミールと言った明らかに花卉である植物も含まれるため、学問上は花卉園芸学に入るなど、分類は曖昧である。

## 関係項目
- 養蚕

## 参考書籍
- 作物学・朝倉書店発行　著者：後藤寛治・川原冶之助・玖村敦彦・丹下宗俊・佐藤庚 1973年